# Carlos Manzanares y Herrero
Carlos Manzanares y Herrero  (* 24. Juli 1915 in La Cabrera; † 11. Dezember 1999 in Madrid) war ein spanischer Diplomat.

## Leben
1945 trat er in den auswärtigen Dienst.
1946 war er Gesandtschaftssekretär zweiter Klasse und stellvertretender Konsul des Generalkonsulats in San Francisco.
1948 war er Konsul in Los Angeles.
1949 lehrte er Englisch an der Schule des Auswärtigen Amtes.
1951 war er Konsul in Venedig und Gesandtschaftssekretär zweiter Klasse in Rom.
1952 war er Sondergesandter im Freien Territorium Triest.
1953 war er Gesandtschaftssekretär erster Klasse in Bonn.
1954 war er Gesandtschaftssekretär erster Klasse in Paris.
1955 war er Gesandtschaftssekretär erster Klasse in Wien.
1958 war er Gesandtschaftssekretär erster Klasse in Kopenhagen.
1961 war er Gesandtschaftsrat in Madrid.
Von 1963 bis 1974 war er Generalkonsul in München.
Von 6. Juni 1975 bis 22. Juni 1979 war er Botschafter in Guatemala-Stadt.
1998 verschenkte er seine Bildersammlung an die Gemeinde La Cabrera im Landkreis von Madrid.
| Vorgänger           | Amt                                                              | Nachfolger           |
| ------------------- | ---------------------------------------------------------------- | -------------------- |
| Justo Bermejo Gómez | Spanischer Botschafter in Guatemala-Stadt 1975 bis 22. Juni 1979 | Máximo Cajal y López |